# John McCloy
Pour les articles homonymes, voir McCloy.
John J. McCloy, né le 31 mars 1895 à Philadelphie en Pennsylvanie, mort le 11 mars 1989 à Stamford dans le Connecticut, est un juriste et banquier américain. Il devient plus tard un éminent conseiller auprès des présidents des États-Unis, connu pour son opposition aux bombardements atomiques d'Hiroshima et de Nagasaki pendant la Seconde Guerre mondiale. Il est au centre de nombreuses polémiques pour ses liens avec les majors du pétrole et l’influence qu’il a pu exercer sur l’administration américaine.

## Carrière
McCloy est diplômé en 1919 à Amherst College, et reçoit ensuite un Bachelor of Laws de la faculté de droit de Harvard en 1921. Il est un proche du clan Rockefeller, avocat au cabinet Cravath et assistant du secrétaire d'État à la Guerre de 1941 à 1945, période pendant laquelle il est remarqué pour son opposition aux bombardements atomiques d'Hiroshima et de Nagasaki. Il préside également le Combined Committee of Civil Affairs où siègent également les Britanniques.
En tant qu'assistant du secrétaire d'État à la Guerre pendant la Seconde Guerre mondiale, John McCloy a un rôle important dans la gestion des priorités de l'armée américaine. Le secrétariat d'État est supplié, jusqu'à la fin de 1944, d'aider à sauver les prisonniers des nazis en ordonnant le bombardement des lignes de chemin de fer qui mènent à Auschwitz et à ses chambres à gaz. McCloy répond que seules de grosses bombes seraient capables d'atteindre ces sites à partir de l'Angleterre, que les bombardiers seraient trop vulnérables et qu'elles sont nécessaires ailleurs. Pourtant, quelques mois plus tard, les Alliés bombardent les centres industriels à quelques kilomètres des camps d'extermination, et causent apparemment régulièrement des dégâts aux infrastructures d'Auschwitz, sans avoir à déplorer trop de pertes humaines.
À une autre occasion, toujours pour répondre à une demande de bombardement des chambres à gaz, McCloy déclare que la décision finale sur la sélection des cibles à détruire, notamment par les avions américains, incombe aux seuls Britanniques. Dans une interview de 1986 (trois ans avant sa mort) avec Henry Morgenthau, McCloy déclare que la décision de ne pas bombarder Auschwitz émanait du président Franklin Delano Roosevelt, et qu'il (McCloy) n'avait servi que de façade.
De mars 1947 à juin 1949, il est président de la Banque mondiale. En 1949, il remplace Lucius D. Clay, qui est gouverneur militaire pour la Zone d'occupation américaine en Allemagne, comme Haut commissaire à la Haute commission alliée en Allemagne et garde cette position jusqu'en 1952, période pendant laquelle il fournit une couverture à des vingtaines d'agents de la CIA et supervise le retour de l'Allemagne au statut d'État (signataire pour les États-Unis de l'accord de Petersberg). Sous sa direction, une vaste campagne de réconciliation et de commutation des peines de criminels nazis a lieu, incluant celles d'importants industriels comme Friedrich Flick et Alfried Krupp. Quelques-unes des personnalités mineures sont rejugées et condamnées dans la nouvelle Allemagne de l'Ouest. Son successeur comme Haut Commissaire est James Bryant Conant.
Après cette période, McCloy est président de la Chase Manhattan Bank de 1953 à 1960, président de la Fondation Ford de 1958 à 1965 ; il est aussi administrateur de la Fondation Rockefeller de 1946 à 1949, et à nouveau de 1953 à 1958, avant de reprendre sa fonction chez Ford. De 1954 à 1970, il est président du Council on Foreign Relations, un think tank de New York, auquel lui succède David Rockefeller, lequel travaille conjointement avec lui à la Chase Manhattan Bank. McCloy est longtemps associé à la famille Rockefeller, liens qui remontent à ses années passées à l'université Harvard quand il enseignait aux jeunes frères Rockefeller comment naviguer. Il est aussi membre du comité Draper (en), créé en 1958 par Dwight D. Eisenhower.
Il est plus tard employé comme conseiller auprès des présidents John Fitzgerald Kennedy, Lyndon B. Johnson, Richard Nixon, Jimmy Carter et Ronald Reagan, et aussi principal négociateur au Comité présidentiel au désarmement. En 1963, il reçoit le Sylvanus Thayer Award, remis par l'Académie militaire de West Point pour services rendus à la nation.
Il est choisi par Johnson pour travailler à la Commission Warren, la commission présidentielle d'enquête sur l'assassinat du président Kennedy, en 1963. Notamment, il est initialement sceptique sur la théorie d'un tireur isolé, mais au printemps 1964, un voyage à Dallas sur les lieux de l'assassinat avec Allen Dulles (un de ses vieux amis et membre de la commission), le convainquit que c'était le cas. Il établit que toute preuve possible de conspiration était hors d'atteinte pour les agences d'investigations américaines — principalement le FBI et la CIA — ainsi que pour la commission.
John McCloy, ami personnel de Jean Monnet, contribue pour beaucoup à la reconnaissance par les États-Unis du Comité français de libération nationale (CFLN). Selon Louis Joxe : « un esprit large, ouvert et généreux inspirait [Mac Cloy]. Il ne cessa de veiller sur nous ».
Il épouse Ellen Zinsser, dont la sœur est mariée à Lewis Douglas.